# Герасимов, Александр Викторович
Алекса́ндр Ви́кторович Гера́симов (род. 12 ноября 1969, Люберцы, Московская область, СССР) — советский и российский футболист, нападающий и полузащитник.

## Карьера
Начал заниматься футболом в ДЮСШ «Торгмаш» города Люберцы, позднее перешёл в московскую ФШ «Спартака» к тренеру Юрию Дарвину.
В профессиональном футболе дебютировал в 1990 году, выступив за раменский «Сатурн» в 5 зоне Третьей лиги чемпионата СССР. За 32 матча забил 11 голов и стал лучшим бомбардиром клуба в сезоне. В 1991 в составе люберецкого клуба «Прометей» участвовал в последнем Чемпионате СССР. В 1992 году во Второй лиге играл за команду «Хитрые лисы» из Орехово-Зуево. «Лисы» в чемпионате заняли второе место и вышли в Первую лигу, а в розыгрыше первого Кубка России дошли до 1/32 финала. В 1993 году перешёл в «Динамо-Газовик» Тюмень из первой лиги. Клуб занял первое место в своей зоне, а в переходном турнире завоевал право перейти в высшую лигу. Следующие два сезона Герасимов не пропустил ни одного матча чемпионата. В 1995 «Динамо-Газовик» вылетело, заняв последнее место. В 1996 году Герасимов перешёл в новороссийский «Черноморец». Сыграл за него в Высшей лиге 27 матчей и забил 2 гола. В 1997 стал лучшим бомбардиром сезона в «Шиннике», забил в 32 играх 9 голов. В 1998 году стал серебряным призёром чемпионата в составе ЦСКА. В 1999 перешёл в самарские «Крылья Советов», за которые сыграл всего два матча. В 2000 оказался в нижегородском «Локомотиве». Тренер «Локомотива» Валерий Овчинников редко выпускал Герасимова на поле, а его переходу в другие клубы препятствовали большие отступные. С 2001 играл в Первенстве среди клубов КФК за люберецкий «Торгмаш», а в 2001 и 2002 годах в Дзержинске за местный клуб «Орбита-Сибур». В одном из матчей ударил в голову арбитра, показавшего ему красную карточку. За это получил запрет на участие в любых футбольных соревнованиях в течение трех лет.

## Достижения
- Серебряный призёр чемпионата России: 1998
- Победитель зоны «Восток» Первой лиги: 1993
- Серебряный призёр 3-й зоны Второй лиги: 1992